# Рауль Діас Арсе
Рауль Діас Арсе (ісп. Raúl Díaz Arce, нар. 1 лютого 1970, Сан-Мігель) — сальвадорський футболіст, що грав на позиції нападника, зокрема за низку американських клубних команд та за національну збірну Сальвадору.

## Клубна кар'єра
Народився 1 лютого 1970 року в місті Сан-Мігель. Вихованець футбольної школи місцевого клубу «Драгон». Дорослу футбольну кар'єру розпочав 1989 року в його основній команді, за яку провів два сезони. 
Своєю грою за цю команду привернув увагу представників тренерського штабу клубу «Луїс Анхель Фірпо», до складу якого приєднався 1991 року. Відіграв за команду з Усулутана наступні п'ять сезонів своєї ігрової кар'єри.
1996 року перейшов до американського «Ді Сі Юнайтед», і протягом наступних п'яти сезонів виступав у США, встигнувши за цей час також пограти за «Нью-Інгленд Революшн», «Сан-Хосе Ерзквейкс», «Тампа-Бей М'ютіні» та «Колорадо Репідс».
Згодом частину 2002 року провів на батьківщині, граючи за «Агілу», після чого повернувся до США, де приєднався до «Чарлстон Беттері».
Завершував ігрову кар'єру в команді «Пуерто-Рико Айлендерс», за яку виступав протягом 2004 року.

## Виступи за збірну
1987 року дебютував в офіційних матчах у складі національної збірної Сальвадору.
У складі збірної був учасником Золотого кубка КОНКАКАФ 1996 та Золотого кубка КОНКАКАФ 1998.
Загалом протягом кар'єри в національній команді, яка тривала 17 років, провів у її формі 55 матчів, забивши 39 голів.

## Титули і досягнення
- Найкращий бомбардир чемпіонату Сальвадору (3):

1992-1993 (24 голи), 1993-1994 (21 гол), 1994-1995 (25 голів)